# Tonalite
 (mars 2019).
Si vous disposez d'ouvrages ou d'articles de référence ou si vous connaissez des sites web de qualité traitant du thème abordé ici, merci de compléter l'article en donnant les références utiles à sa vérifiabilité et en les liant à la section « Notes et références ».
.

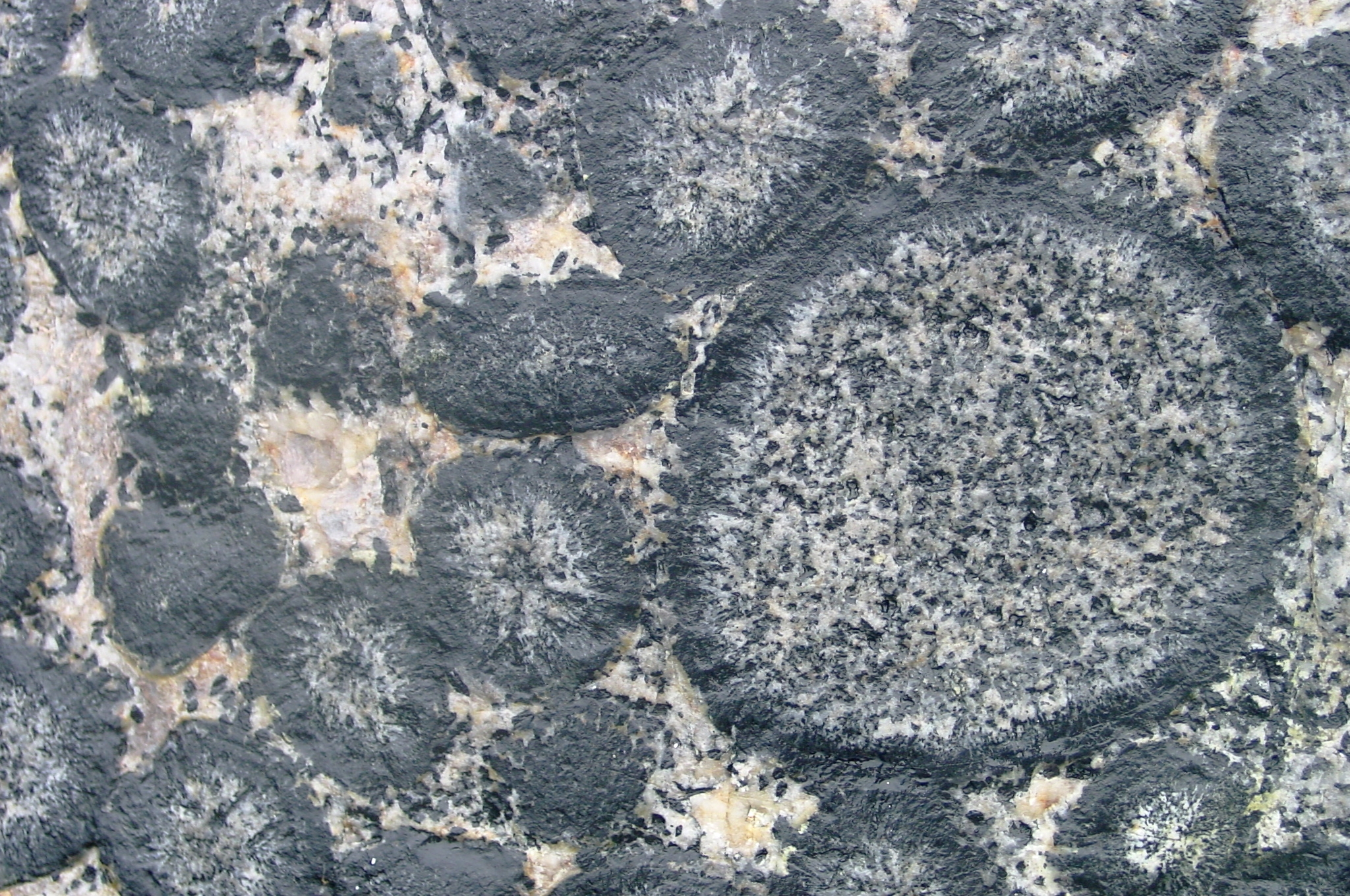
Tonalite orbiculaire de La Caldera (Chili).

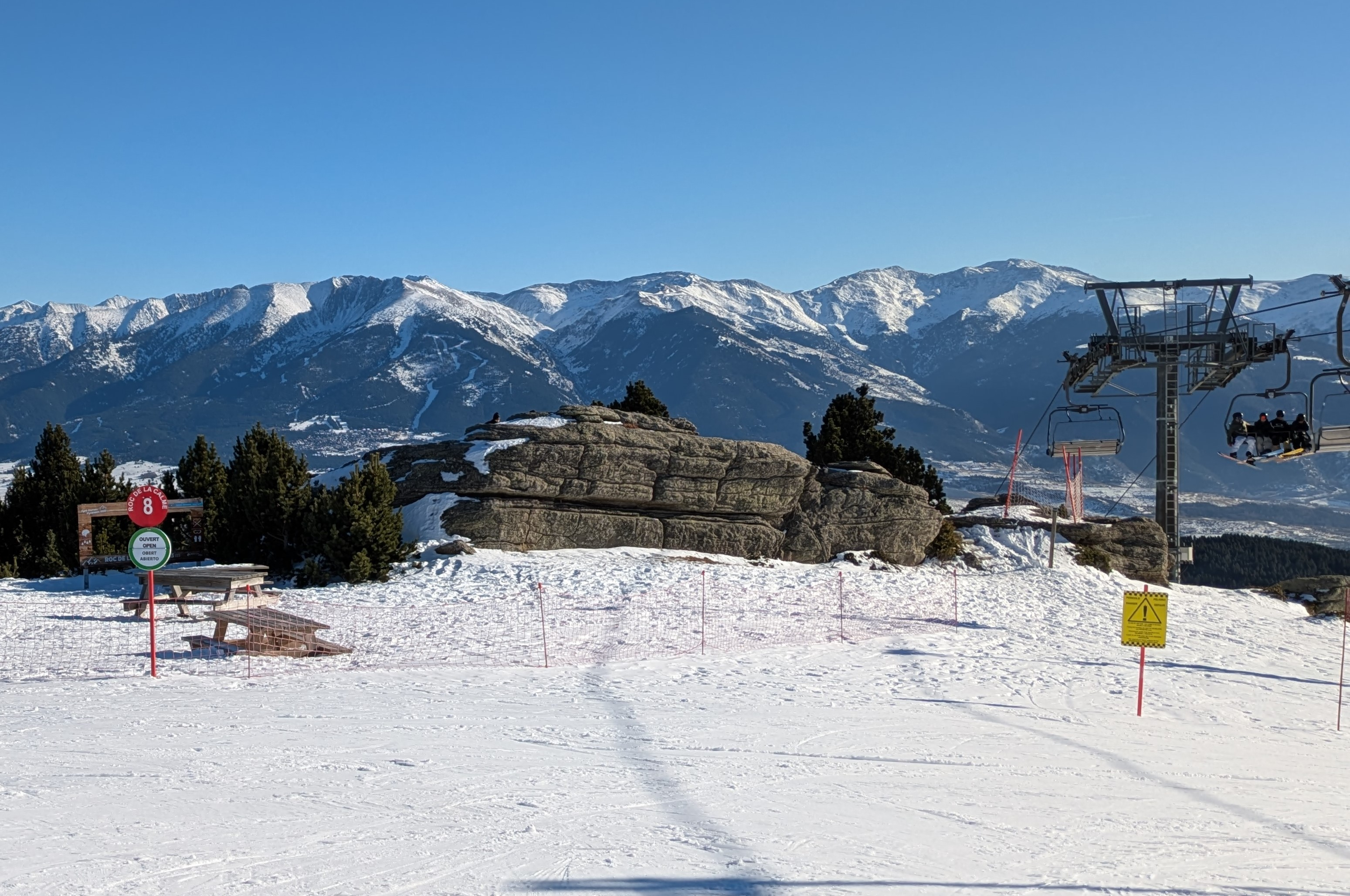
Roc de la Calme (ou Calma), Font-Romeu-Odeillo-Via. Ce tor est un affleurement de tonalite, d'âge hercynien,

La tonalite est une roche magmatique, d'origine plutonique, de composition felsique, à texture phanéritique. Elle est composée notamment de feldspath plagioclases (en général oligoclase ou andésine). On y trouve aussi plus de 20 % de quartz. De l'amphibole et des pyroxènes sont aussi souvent présents.
Le terme tonalite a parfois été utilisé comme synonyme de granodiorite. La classification IUGS définit désormais la tonalite comme contenant plus de 20 % de quartz et la diorite de 5 à 20 %.
Son nom provient du Passo del Tonale, un col des alpes italiennes.